# 東京都交響楽団
公益財団法人東京都交響楽団（とうきょうとこうきょうがくだん、英語: Tokyo Metropolitan Symphony Orchestra）は、日本のオーケストラ。略称は、都響（ときょう）。日本オーケストラ連盟正会員。

## 概要
1964年の東京オリンピックの記念文化事業として、1965年に東京都によって財団法人として設立された。発案は、当時の都知事東龍太郎。本部は上野の東京文化会館に置かれており、同会館とサントリーホール、および東京芸術劇場を定期演奏会の会場にしているほか、多摩地区・近県での公演などを行っている。東京文化会館の主催する「響の森」コンサートや、ラ・フォル・ジュルネ・オ・ジャポンにおいて、定期的に演奏している。1977年のソビエト連邦、フィンランド、東欧演奏旅行以降、たびたび海外公演も実施。

## 歴代首席指揮者等
- ハインツ・ホフマン（1965年-1967年 常任指揮者）[2]
- 森正（1967年-1972年 音楽監督、常任指揮者）[2]
- 渡邉暁雄（1972年-1978年 音楽監督、常任指揮者）[2]
- モーシェ・アツモン（1978年-1983年 音楽顧問、首席指揮者）[2]
- ズデニェク・コシュラー（1983年-1986年 常任客演指揮者）
- ペーター・マーク（1983年-1986年 常任客演指揮者）
- ジャン・フルネ（1983年-1986年 常任客演指揮者、1989年-2008年 名誉指揮者[3]、2009年- 贈・永久名誉指揮者[3]）
- 若杉弘（1986年-1995年 音楽監督）[3]
- 大野和士（1990年-1992年 指揮者、2015年- 音楽監督[3]）
- 小泉和裕（1995年-1998年 首席指揮者、1998年-2008年 首席客演指揮者、2008年-2014年 レジデント・コンダクター、2014年- 終身名誉指揮者）[4]
- エリアフ・インバル（1995年-2000年 特別客演指揮者[3]、2008年-2014年 プリンシパル・コンダクター、2014年- 桂冠指揮者[4]）
- ガリー・ベルティーニ（1998年-2005年 音楽監督、2005年- 桂冠指揮者）
- ジェームズ・デプリースト（2005年-2008年 常任指揮者）
- ヤクブ・フルシャ（2010年-2018年 首席客演指揮者）[3]
- アラン・ギルバート（2018年- 首席客演指揮者）[4]

## 演奏
伝統的にグスタフ・マーラーの作品を重要なレパートリーとしており、若杉弘が一度、インバルが二度それぞれマーラーの交響曲の連続全曲演奏会である「マーラー・サイクル」を行った。ベルティーニもケルン放送交響楽団との全曲録音に次いで二度目の全曲演奏を行い、一部はフォンテックからCD化された。2008年よりプリンシパル・コンダクターに就任したインバル指揮の演奏会の多くがライヴ録音されており、ベートーヴェン、ブルックナー、マーラー、チャイコフスキー、ショスタコーヴィッチ等が、主にオクタヴィアレコードから発売されている。
1974年、渡邉暁雄の指揮でシベリウスのクレルヴォ交響曲を日本初演している。リヒャルト・ワーグナーの交響曲ホ長調の世界初録音を行ったのも若杉弘指揮の都響である。ジャン・フルネのもとではフランス音楽にも実力を示した。
日本の現代音楽の演奏機会も多く、かつて定期演奏会で「日本の作曲家シリーズ」を定期的に取り上げるなど、日本の作曲家の初演や再演の録音を数多く残している。
クラシック曲以外での活動は稀であったが、2000年代以降はすぎやまこういち指揮の下、ドラゴンクエストシリーズ関連曲の演奏をしばしば手掛けているほか、2002年には世界的ギタリストであるスティーヴ・ヴァイとの競演や、2004年に松本孝弘(B'z)との競演。二ノ宮知子原作の漫画『のだめカンタービレ』でドラマ、アニメ版共に音楽面で協力した。
近年では、理事に就任した岩代太郎と共に、数々の映画音楽やNHK大河ドラマ『義経』などのサウンドトラックの演奏にも参加し、クラシック曲以外での活動範囲を広げている。

## 演奏会
- 定期演奏会Aシリーズ
  - 東京文化会館 年8回
- 定期演奏会Bシリーズ
  - サントリーホール 年8回
- 定期演奏会Cシリーズ
  - 東京芸術劇場 年8回
- プロムナードコンサート
  - サントリーホール 年5回
- 主な特別演奏会
  - 都響スペシャル
  - 都響スペシャル「第九」
  - 都響・八王子シリーズ
  - 都響・調布シリーズ

## 東京都との関係
東京都の監理団体（外郭団体）であるため、財団の理事長は東京都知事が兼ねることが常であったが、石原慎太郎は都知事になっても理事長に就任せず理事長代行の職が置かれていた。2006年から丸紅社長を務めた鳥海巌が理事長に就任している。
石原が都知事となって以後、都の財政再建策の一環として文化事業への歳出削減と外郭団体の統廃合が図られ、都響についても補助金の削減、団員の有期契約制、能力給制（各団員の能力の査定は都が行う）への移行などのリストラが図られている。「第31回オリンピック競技大会の東京招致について」という決議をあげて、東京都交響楽団が「東京オリンピック支持」を表明したことになっているが、楽団員の総意ではなく鳥海が石原の意向を受けて独断で決めたという見解もある。都がオーケストラを持つことの是非ともあいまって、一部で議論の対象となっている。
石原都知事時代以降、東京都議会定例会の初日に演奏を行うことが恒例となっている。
地方自治体がオーケストラの運営に関与する例として、日本では京都市交響楽団がある。過去には、日本センチュリー交響楽団が大阪府により運営されていた。日本以外の同様の例としては、多くの管弦楽団・歌劇場（ドイツのザクセン州立のシュターツカペレ・ドレスデンやオーストリアのウィーン国立歌劇場など）が存在する。

## アンサンブル
- 東京メトロポリタン・ブラス・クインテットは、東京都交響楽団の金管楽器奏者5名によるアンサンブルである。2005年に結成されすぎやまこういち指揮の下、都響本体とは別に、ドラゴンクエストシリーズ関連曲のコンサートなどを手掛けている。